# Popești (Vrancea)
Popeşti è un comune della Romania di 3 294 abitanti, ubicato nel distretto di Vrancea, nella regione storica della Moldavia. 
Il comune è formato dall'unione di 2 villaggi: Popești e Terchești.
Popeşti è divenuto comune autonomo nel 2004, staccandosi dal comune di Urechești.